# Aire (música)
Aire es el nombre genérico con el cual se designa cualquier pieza de música a una sola voz aunque su forma varía mucho. 
Los aires más antiguos son las canciones populares (que también se llaman aires nacionales de los cuales cada pueblo tiene los suyos particulares). Entre ellos tienen gran fama: 
- las barcarolas de Venecia
- las villanellas de Nápoles
- los lieder de Alemania
- el Ranz-de-Vaches de la Suiza
- los boleros, seguidillas y tiranas de España
- los songs (cantos) de Escocia e Irlanda.
- en Francia cada provincia tiene los suyos, entre los cuales los hay que sin ser populares tienen formas particulares a ciertos países pero el aire más común es la romanza.

Los aires teatrales son de varias especies: el primero que canta un actor en una ópera se llama cavatina; los de un solo movimiento, cuya frase principal se repite muchas veces se llama rondó. 
Hay aires de un solo movimiento; otros que tienen dos, el uno moderado o lento y el otro vivo; los hay en fin que constan de tres movimientos, el primero moderado, el segundo lento y el tercero vivo. A veces, estos van precedidos de un recitado, y generalmente se les da el nombre de grandes aires y el de escena cuando en efecto llenan toda una escena. La forma de los aires de ópera ha variado según los tiempos y lugares.